# Anthony Traill
Anthony Traill (ur. 27 lutego 1939 w Natalu, zm. 26 kwietnia 2007 w Johannesburgu) – południowoafrykański językoznawca, specjalista w zakresie języka !Xóõ.
Kształcił się w zakresie języka zulu, łaciny i fonetyki na University of the Witwatersrand. Na tej samej uczelni uzyskał bakalaureat z lingwistyki języków bantu (1962). Na Uniwersytecie Edynburskim studiował językoznawstwo stosowane; w 1966 r. uzyskał stopień M. Litt.
Położył zasługi na polu dokumentacji lingwistycznej języka !Xóõ.

## Publikacje (wybór)
- A Preliminary Sketch of !Xu) phonetics (1973)
- Phonetic and Phonological Studies of !Xóõ Bushman (1985)
- Depression without depressors (1990)
- A !Xóõ Dictionary (1994)
- The Khoesan Languages (1995)